# Conclave dell'ottobre 1503
Il conclave dell'ottobre 1503 fu indetto a seguito della morte di papa Pio III, avvenuta il 18 ottobre, dopo un breve pontificato di soli ventisei giorni. Il cardinale Giuliano della Rovere fu eletto pontefice nella notte tra il 31 ottobre ed il 1º novembre, dopo un brevissimo conclave, il più corto della storia, durato appena dieci ore. Il nuovo papa assunse il nome di Giulio II. 

## Morte di Pio III e conclave
Al momento della sua elezione la salute di Pio III già vacillava da tempo. Affetto da grave ulcera, trattata non efficacemente dai medici di corte, peggiorò rapidamente evolvendo in febbre altissima. Alle prime ore del 18 ottobre il papa spirava. Il corpo, opportunamente rivestito, fu condotto nella Basilica Vaticana e sepolto il giorno 19, dopo la messa da requiem, nella cappella di San Gregorio.
Dato che Pio III non aveva nominato nuovi cardinali, il collegio cardinalizio era diminuito di uno, per un totale di quarantaquattro membri, di cui trentotto parteciparono al conclave. Questi entrarono in processione in conclave nella cappella maggiore del Palazzo Apostolico nel pomeriggio del 31 ottobre, dopo la Messa del Santo Spirito. Non ci furono scrutini quel giorno, ma i cardinali si erano già accordati sul nome: si avvicinarono alla cella del Cardinale della Rovere e di fatto lo acclamarono papa. Il mattino seguente, dopo la discussione sulle capitolazioni, si procedette a uno scrutinio per confermare la scelta della sera precedente. I consensi furono unanimi per della Rovere e il cardinale protodiacono Riario Sansoni diede pubblico annuncio con la formula dell'Habemus Papam.
Giulio II fu incoronato il 26 novembre sui gradini dell'antica Basilica Vaticana e prese successivamente possesso della Basilica Lateranense il giorno 5 dicembre.

## Collegio cardinalizio all'epoca del conclave

### Presenti in conclave
| Nome                                  | Paese                 | Titolo | Ruolo | Nascita    | Concistoro | Creato da           |
| ------------------------------------- | --------------------- | --- | --- | ---------- | ---------- | ------------------- |
| Oliviero Carafa                       | Regno di Napoli       | Cardinale vescovo di Sabina; Cardinale presbitero in commendam di Sant'Eusebio                                                                              | Abate commendatario di Montevergine; Decano del Collegio cardinalizio; Amministratore apostolico di Cadice ed Algeciras; Amministratore apostolico di Napoli                                           | 10/03/1430 | 18/09/1467 | papa Paolo II       |
| Giuliano della Rovere                 | Repubblica di Genova  | Cardinale vescovo di Ostia e Velletri; Cardinale presbitero in commendam di San Pietro in Vincoli; Cardinale presbitero in commendam dei Santi XII Apostoli | Arcivescovo metropolita di Avignone; Legato apostolico di Avignone; Penitenziere Maggiore; Arciprete della Basilica di San Giovanni in Laterano; Abate commendatario di Nonantola; Vescovo di Vercelli | 05/12/1443 | 16/12/1471 | papa Sisto IV       |
| Jorge da Costa                        | Regno del Portogallo  | Cardinale vescovo di Porto e Santa Rufina; Cardinale presbitero in commendam di San Lorenzo in Lucina                                                       | Amministratore apostolico di Braga | 1406       | 18/12/1476 | papa Sisto IV       |
| Girolamo Basso della Rovere           | Repubblica di Genova  | Cardinale vescovo di Palestrina | Vescovo di Macerata e Recanati | 1434       | 10/12/1477 | papa Sisto IV       |
| Lorenzo Cybo de Mari                  | Repubblica di Genova  | Cardinale vescovo di Albano; Cardinale presbitero in commendam di San Marco                                                                                 | Amministratore apostolico di Vannes; Amministratore apostolico di Noli | 1450/1451  | 09/03/1489 | papa Innocenzo VIII |
| Antonio Pallavicini Gentili           | Repubblica di Genova  | Cardinale vescovo di Frascati; Cardinale presbitero in commendam di Santa Prassede                                                                          | Vescovo di Orense; Amministratore apostolico di Pamplona | 1441       | 09/03/1489 | papa Innocenzo VIII |
| Giovanni Antonio Sangiorgio           | Ducato di Milano      | Cardinale presbitero dei Santi Nereo e Achilleo | Vescovo di Parma; Patriarca titolare di Gerusalemme dei Latini | 1439/1442  | 20/09/1493 | papa Alessandro VI  |
| Bernardino López de Carvajal          | Corona d'Aragona      | Cardinale presbitero di Santa Croce in Gerusalemme | Vescovo di Sigüenza; Amministratore apostolico di Avellino e Frigento | 08/09/1456 | 20/09/1493 | papa Alessandro VI  |
| Domenico Grimani                      | Repubblica di Venezia | Cardinale presbitero di San Nicola fra le Immagini | Patriarca di Aquileia | 19/02/1461 | 20/09/1493 | papa Alessandro VI  |
| Juan de Castro                        | Corona d'Aragona      | Cardinale presbitero di Santa Prisca | Vescovo di Agrigento | 22/03/1431 | 19/02/1496 | papa Alessandro VI  |
| Georges I d'Amboise                   | Regno di Francia      | Cardinale presbitero di San Sisto | Arcivescovo metropolita di Rouen | 1460       | 17/09/1498 | papa Alessandro VI  |
| Jaime Serra i Cau                     | Corona d'Aragona      | Cardinale presbitero di San Clemente | Arcivescovo metropolita di Oristano; Legato apostolico di Perugia e dell'Umbria; Amministratore apostolico di Linköping                                                                                | 1427       | 28/09/1500 | papa Alessandro VI  |
| Pietro Isvalies                       | Regno di Sicilia      | Cardinale presbitero di San Ciriaco alle Terme Diocleziane                                                                                                  | Arcivescovo metropolita di Reggio Calabria; Amministratore apostolico di Veszprém | 1450       | 28/09/1500 | papa Alessandro VI  |
| Francisco de Borja                    | Corona d'Aragona      | Cardinale presbitero di Santa Cecilia | Arcivescovo metropolita di Cosenza; Amministratore apostolico di Teano; Camerlengo del Collegio cardinalizio                                                                                           | 1432/1441  | 28/09/1500 | papa Alessandro VI  |
| Juan de Vera                          | Corona d'Aragona      | Cardinale presbitero di Santa Balbina | Arcivescovo metropolita di Salerno | 25/11/1453 | 28/09/1500 | papa Alessandro VI  |
| Ludovico Podocataro                   | Regno di Cipro        | Cardinale presbitero pro hac vice di Sant'Agata alla Suburra                                                                                                | Arcivescovo metropolita di Benevento | 1429       | 28/09/1500 | papa Alessandro VI  |
| Antonio Trivulzio, O.C.R.S.A.         | Ducato di Milano      | Cardinale presbitero di Sant'Anastasia | Vescovo di Como | 18/01/1457 | 28/09/1500 | papa Alessandro VI  |
| Giovanni Stefano Ferrero              | Ducato di Savoia      | Cardinale presbitero di San Vitale | Vescovo di Bologna | 05/05/1474 | 28/09/1500 | papa Alessandro VI  |
| Juan Castellar y de Borja             | Corona d'Aragona      | Cardinale presbitero di Santa Maria in Trastevere | Arcivescovo metropolita di Monreale | 12/1441    | 31/05/1503 | papa Alessandro VI  |
| Francisco de Remolins                 | Corona d'Aragona      | Cardinale presbitero dei Santi Giovanni e Paolo | Arcivescovo metropolita di Sorrento; Amministratore apostolico di Perugia | 1462       | 31/05/1503 | papa Alessandro VI  |
| Francesco Soderini                    | Repubblica di Firenze | Cardinale presbitero di Santa Susanna | Vescovo di Volterra | 10/06/1453 | 31/05/1503 | papa Alessandro VI  |
| Francisco Desprats                    | Corona d'Aragona      | Cardinale presbitero pro hac vice dei Santi Sergio e Bacco                                                                                                  | Vescovo di León | 1454       | 31/05/1503 | papa Alessandro VI  |
| Adriano Castellesi                    | Stato Pontificio      | Cardinale presbitero di San Crisogono | Vescovo di Hereford | 1461       | 31/05/1503 | papa Alessandro VI  |
| Jaime de Casanova                     | Corona d'Aragona      | Cardinale presbitero di Santo Stefano al Monte Celio | | 1435       | 31/05/1503 | papa Alessandro VI  |
| Raffaele Sansoni Riario della Rovere  | Repubblica di Genova  | Cardinale diacono pro hac vice di San Lorenzo in Damaso | Camerlengo di Santa Romana Chiesa; Amministratore apostolico di Cuenca; Amministratore apostolico di Viterbo e Tuscania; Cardinale protodiacono                                                        | 03/05/1461 | 10/12/1477 | papa Sisto IV       |
| Giovanni Colonna                      | Stato Pontificio      | Cardinale diacono di Santa Maria in Aquiro | Amministratore apostolico di Rieti | 1456       | 15/05/1480 | papa Sisto IV       |
| Ascanio Maria Sforza                  | Ducato di Milano      | Cardinale diacono dei Santi Vito e Modesto in Macello Martyrum                                                                                              | Amministratore apostolico di Pavia; Amministratore apostolico di Novara; Amministratore apostolico di Cremona; Vice-Cancelliere di Santa Romana Chiesa                                                 | 03/03/1455 | 17/03/1484 | papa Sisto IV       |
| Giovanni de' Medici                   | Repubblica di Firenze | Cardinale diacono di Santa Maria in Domnica | Abate ordinario di Montecassino; Amministratore apostolico di Pesaro | 11/12/1475 | 09/03/1489 | papa Innocenzo VIII |
| Federico Sanseverino                  | Regno di Napoli       | Cardinale diacono di San Teodoro | Amministratore apostolico di Maillezais; Amministratore apostolico di Vienne; Legato apostolico della Provincia Romandiolæ                                                                             | 1462       | 09/03/1489 | papa Innocenzo VIII |
| Giuliano Cesarini                     | Stato Pontificio      | Cardinale diacono di Sant'Angelo in Pescheria | Amministratore apostolico di Ascoli Piceno; Arciprete della Basilica Liberiana di Santa Maria Maggiore                                                                                                 | 20/05/1466 | 20/09/1493 | papa Alessandro VI  |
| Alessandro Farnese                    | Stato Pontificio      | Cardinale diacono dei Santi Cosma e Damiano | Vescovo di Montefiascone e Corneto; Legato apostolico della Marca Anconitana | 29/02/1468 | 20/09/1493 | papa Alessandro VI  |
| Ippolito d'Este                       | Ducato di Ferrara     | Cardinale diacono di Santa Lucia in Silice | Amministratore apostolico di Milano; Amministratore apostolico di Eger; Arciprete della Basilica di San Pietro in Vaticano; Amministratore apostolico di Capua; Amministratore apostolico di Ferrara   | 20/03/1479 | 20/09/1493 | papa Alessandro VI  |
| Luigi d'Aragona                       | Regno di Napoli       | Cardinale diacono di Santa Maria in Cosmedin | Amministratore apostolico di Aversa; Amministratore apostolico di Policastro; Amministratore apostolico di Teggiano                                                                                    | 06/10/1474 | 05/1494    | papa Alessandro VI  |
| Amanieu d'Albret                      | Regno di Francia      | Cardinale diacono di San Nicola in Carcere | Amministratore apostolico di Comminges | 1478       | 20/03/1500 | papa Alessandro VI  |
| Pedro Luis de Borja Llançol de Romaní | Corona d'Aragona      | Cardinale diacono di Santa Maria in Via Lata | Arcivescovo metropolita di Valencia | 1472       | 20/03/1500 | papa Alessandro VI  |
| Marco Corner                          | Repubblica di Venezia | Cardinale diacono di Santa Maria in Portico Octaviae | | 1482       | 28/09/1500 | papa Alessandro VI  |
| Niccolò Fieschi                       | Repubblica di Genova  | Cardinale diacono di Santa Lucia in Septisolio | Vescovo di Fréjus | 1456       | 31/05/1503 | papa Alessandro VI  |
| Francisco Lloris y de Borja           | Corona d'Aragona      | Cardinale diacono pro hac vice di Santa Sabina | Vescovo di Elne; Amministratore apostolico di Valence e Die; Arcivescovo metropolita di Trani; Patriarca titolare di Costantinopoli dei Latini                                                         | 1470       | 31/05/1503 | papa Alessandro VI  |

### Assenti in conclave
| Nome                      | Paese                             | Titolo                                                      | Ruolo | Nascita    | Concistoro | Creato da          |
| ------------------------- | --------------------------------- | ----------------------------------------------------------- | --- | ---------- | ---------- | ------------------ |
| Luis Juan de Milá         | Corona d'Aragona                  | Cardinale presbitero dei Santi Quattro Coronati             | Vescovo di Lérida; Cardinale protopresbitero | 1430/1432  | 20/02/1456 | papa Callisto III  |
| Raymond Pérault, O.E.S.A. | Regno di Francia                  | Cardinale presbitero pro hac vice di Santa Maria Nuova      | Vescovo emerito di Gurk | 28/05/1435 | 20/09/1493 | papa Alessandro VI |
| Guillaume Briçonnet       | Regno di Francia                  | Cardinale presbitero di Santa Pudenziana                    | Abate generale dell'Ordine di Grandmont; Amministratore apostolico di Nîmes; Arcivescovo metropolita di Reims; Amministratore apostolico di Saint-Malo | 1445       | 16/01/1495 | papa Alessandro VI |
| Philippe de Luxembourg    | Regno di Francia                  | Cardinale presbitero dei Santi Marcellino e Pietro          | Vescovo di Le Mans; Vescovo di Thérouanne | 1445       | 21/01/1495 | papa Alessandro VI |
| Tamás Bakócz              | Regno d'Ungheria                  | Cardinale presbitero dei Santi Silvestro e Martino ai Monti | Arcivescovo metropolita di Esztergom | 1442       | 28/09/1500 | papa Alessandro VI |
| Melchior von Meckau       | Principato Elettorale di Sassonia | Cardinale presbitero di San Nicola fra le Immagini          | Principe-vescovo di Bressanone | 1440       | 31/05/1503 | papa Alessandro VI |